# Junta Aeronáutica Civil
La Junta de Aeronáutica Civil (más conocida por su acrónimo, JAC) es un organismo público chileno, dependiente del Ministerio de Transportes y Telecomunicaciones (MTT) que tiene por misión ejercer la dirección superior de la aviación civil en ese país, gestionando políticas públicas que promuevan su desarrollo y, especialmente, el del transporte aéreo comercial nacional e internacional, con el fin de que exista la mayor cantidad de servicios aéreos accesibles, eficientes, competitivos, seguros y de calidad, en beneficio de los usuarios de este modo de transporte. Desde el 1 de octubre de 2019, la JAC está dirigida por el secretario general Martín Mackenna Rueda.

## Historia
Fue creada durante el gobierno del presidente Gabriel González Videla, el 29 de marzo de 1948, con el objeto de ejercer la dirección de la aviación comercial en Chile.
Originalmente dependía del Ministerio de Defensa Nacional. Sin embargo, en 1960 se dictó el decreto con fuerza de ley n.º 241, del Ministerio de Hacienda, pasando a depender de la Subsecretaría de Transportes del entonces Ministerio de Economía, Fomento y Reconstrucción. Más tarde, en 1967, se traspasó la Subsecretaría de Transportes al Ministerio de Obras Públicas (MOP), que pasó a denominarse «Ministerio de Obras Públicas y Transportes» y finalmente, en 1974 se creó el Ministerio de Transportes y Telecomunicaciones, pasando la JAC a depender de este último.[cita requerida]

## Objetivos
Los objetivos estratégicos del organismo son los siguientes:
- Impulsar la conectividad y el transporte de personas y mercancías por vía aérea entre el país y el resto del mundo, por medio de la negociación de nuevos acuerdos de transporte aéreo, y la adopción de las mejoras prácticas y recomendaciones internacionales. Como resultado de esta política, Chile ha suscrito acuerdos de cielos abiertos con 50 países.[8][Nota 1]
- Promover la facilitación del transporte aéreo internacional, a través de la coordinación de los servicios públicos competentes.
- Mantener y perfeccionar el control de los seguros aéreos para la aprobación de las pólizas de las aeronaves comerciales.
- Desarrollar y gestionar instrumentos que midan el funcionamiento y calidad del transporte aéreo que opera en Chile, para generar información al mercado.[Nota 2]
- Elaboración de estadísticas oficiales del tráfico aéreo en Chile. Así se publican mensualmente estadísticas de tráfico aéreo de pasajeros y de carga de cada una de las aerolíneas que realizan servicios regulares en el país, y desde y hacia el exterior. Asimismo, se confeccionan informes estadísticos de regularidad y puntualidad, que contienen información trimestral respecto a los despegues que realizan las aerolíneas que operan en Chile y hacia y desde Chile, según aeropuertos y rutas principales; además de informes cuatrimestrales de reclamos en virtud del convenio existente entre la JAC y el Servicio Nacional del Consumidor (Sernac).
- Establecer y controlar los requisitos de seguros de los servicios de transporte aéreo, sean de cabotaje o internacionales, y de toda otra clase de servicios de aeronavegación comercial.[9] También se fija la obligación de las empresas de aeronavegación comercial de registrar ante la JAC las tarifas que aplicarán.[9]

## Organización

### Consejo directivo
El consejo directivo, es el órgano resolutivo, de composición interministerial, el decreto con fuerza de ley n.º 241 de 1960, establece que los miembros de la JAC son:
- Ministro de Transportes y Telecomunicaciones, quien lo preside
- Director general de Aeronáutica Civil
- Subsecretario de Relaciones Exteriores[Nota 3]
- Subsecretario Evaluación Social[Nota 4]
- Director nacional de Aeropuertos[Nota 5]
- Dos representantes designados por el presidente de la República[Nota 6]
- La Secretaría General, un servicio centralizado, que actúa bajo la personalidad jurídica del fisco y depende del Ministerio de Transportes y Telecomunicaciones. El «secretario general» de la Junta de Aeronáutica Civil es el jefe superior del servicio.

### Organigrama
De la misma manera, el organigrama bajo dependencia del secretario general, es el siguiente:
Secretaría General
- Unidad de Auditoria Interna
  - Departamento Legal
  - Área de Planificación y Estudios
  - Área de Calidad de Servicios
  - Área Administrativa y Gestión de Personas

## Secretarios generales
Desde su fecha de creación en 1948, diez funcionarios han ejercido la titularidad de la JAC, en calidad de secretarios generales.
| Secretario general          | Partido | Inicio               | Final                    | Duración          | Presidente |
| --------------------------- | ------- | -------------------- | ------------------------ | ----------------- | --- |
| Eduardo Hamilton Depassier  | FN      | 29 de marzo de 1948  | octubre 1950             | 2 años y 7 meses  | Gabriel González Videla                                                                                                  |
| Vicente Gumucio Vives       | FN      | octubre de 1950      | noviembre de 1960        | 10 años y 1 mes   | Gabriel González Videla (1950-1952) Carlos Ibáñez del Campo (1952-1958) Jorge Alessandri (1958-1960)                     |
| Gloria Domínguez Cruz       | PDC     | noviembre de 1960    | julio de 1976            | 15 años y 8 meses | Jorge Alessandri (1960-1964) Eduardo Frei Montalva (1964-1970) Salvador Allende (1970-1973) Augusto Pinochet (1973-1976) |
| Juan Pablo Langlois         | Ind.    | agosto de 1976       | diciembre de 2001        | 25 años y 4 meses | Augusto Pinochet (1976-1990) Patricio Aylwin (1990-1994) Eduardo Frei Ruiz-Tagle (1994-2000) Ricardo Lagos (2000-2001)   |
| Bernardo Domínguez Philippi | PDC     | abril de 2002        | marzo de 2006            | 3 años y 11 meses | Ricardo Lagos |
| Jorge Frei Toledo           | PDC     | mayo de 2006         | enero de 2008            | 1 año y 8 meses   | Michelle Bachelet |
| Guillermo Novoa Alcalde     | —       | enero de 2008        | noviembre de 2009        | 1 año y 10 meses  | Michelle Bachelet |
| Jaime Binder Rosas          | —       | diciembre de 2009    | 6 de diciembre de 2018   | 9 años            | Michelle Bachelet (2009-2010; 2014-2018) Sebastián Piñera (2010-2014; 2018)                                              |
| David Dueñas (s)            | Ind.    | diciembre 2018       | 30 de septiembre de 2019 | 9 meses           | Sebastián Piñera |
| Martín Mackenna Rueda       | Ind.    | 1 de octubre de 2019 | En el cargo              | 2 años y 6 meses  | Sebastián Piñera (2019-2022) Gabriel Boric (2022-presente)                                                               |